# Negrissim'
Negrissim' är en hiphop-grupp som bildades i Yaoundé, Kamerun, 1995 och som består av bröderna EVINDI och SUNDJAH och rapparen SADRAK från Doula. Med sitt album ”Appelle ta grand-mère” blev gruppen en av pionjärerna för den kamerunska hiphop-scenen tillsammans med bl.a. Manitoo och med efterföljare som Koppo. Sedan 2002 är gruppen baserad i Dakar, Senegal. De representerar vad de kallar ”Hip Hop de la brousse” – hiphop från bushen - och deras musik handlar i stor utsträckning om dagens unga och deras kamp i ett Afrika där det som tidigare varit koloniserat nu blivit föremål för en ännu grymmare exploatering i de internationella företagens namn. Negrissim’ har tidigare samarbetat med mc’s som Boudor och Kwaloo (Kam) och Dj Max (FRA).

## Album

### 1999
- "Mixtape" (White label)

### 2000
- "Appelle ta grand-mère" (White label)

### 2007
- "Street tape Cameroun Senegal vol.1" (Darkcell Recordz)

### 2009
- "Appelle ta grand-mère! - 2009 Bounus Edition" (Negsounds)
- "La Vallée des Rois" (Negsounds)

## Konserter
Festivaler i bl.a. Togo, Benin, Niger, Burkina Faso - Ouaga Hip Hop 2 and 5, Festival Banlieue Rythme 2003, Sénégal - Hip Hop Awards 2004, Fête de la Musique 2006, Divan du Monde tillsammans med Apkass (CON/FRA) Paris 2007, Nancy Jazz Pulsations 2007

## Dokumentär
FANGAFRIKA - La Voix des Sans-Voix feat. Negrissim av Staycalm! Productions.

## Har uppträtt med
Ministère Amer, Positive Black Soul, Pee Froiss, Dakar all Stars och Daara J från Senegal, Smockey och Yeleen från Burkina Faso, Baponga och Movaizhaleine från Gabon, Apkass och Les Nubians m.fl.

## Webbplats
- https://web.archive.org/web/20181011172530/http://negrissim.net/